# Mediolanumi ediktum

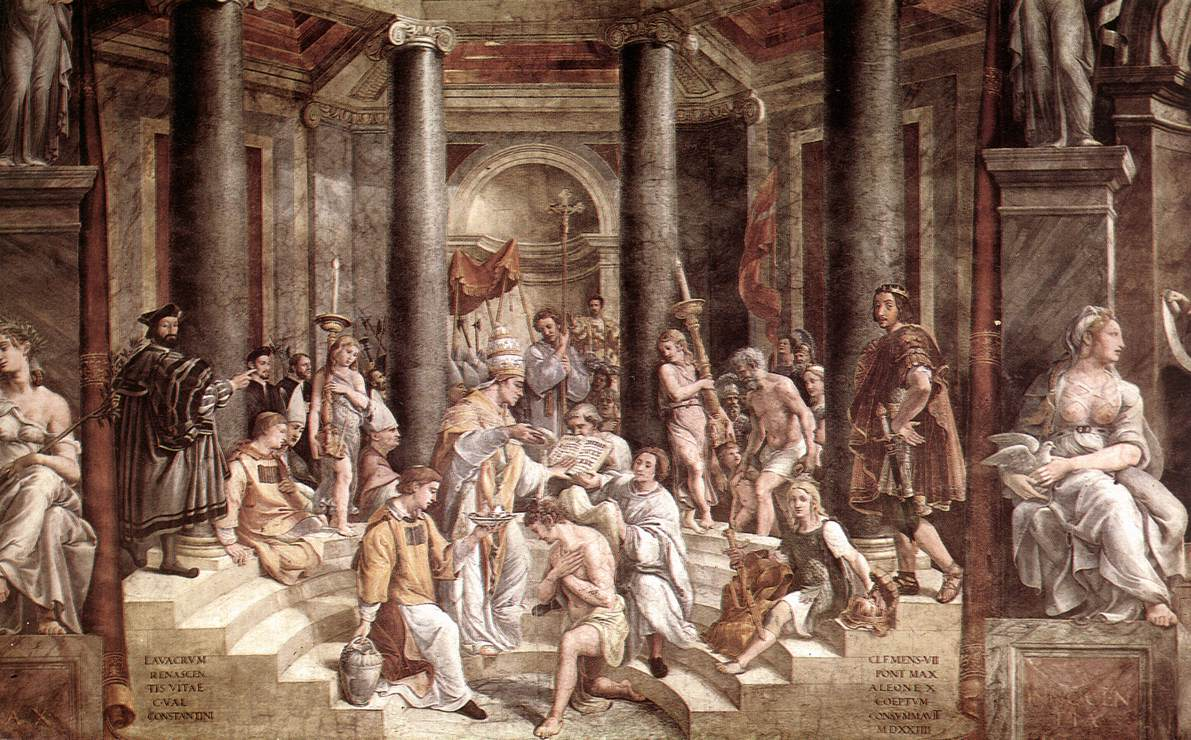
Raffaello Sanzio: I. Constantinus római császár megkeresztelése

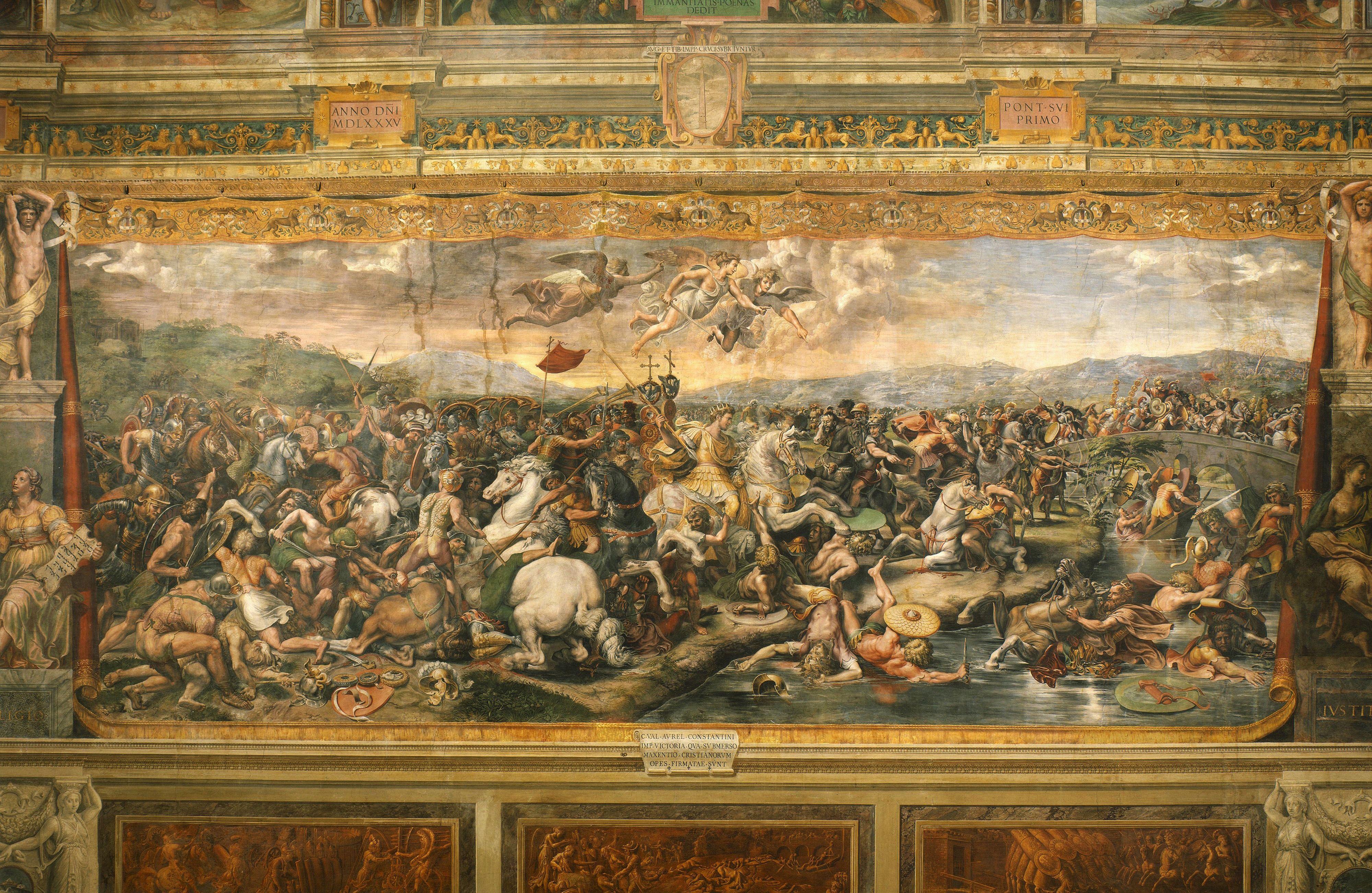
Raffaello Sanzio(Giulio Romano): A Milvius-hídi csata I. Constantinus diadala. Ebben a csatában, 312. október 28-án győzte le Maxentius seregét. Vatikán

A mediolanumi ediktum, melyet I. Constantinus nyugati és uralkodótársa, Licinius keleti császár adott ki, engedélyezi minden ember, így a keresztények számára is a szabad vallásgyakorlást.

## Történet
Constantinus és Licinius 313-ban Mediolanumban (ma Milánó) találkozott, ahol megünnepelték Licinius házasságkötését Konstantin húgával. Ekkor tárgyaltak a keresztényekkel szembeni politikájukról. Ezután Konstantin rendeleteket küldött a tartományok kormányzóinak a keresztényekre vonatkozóan, Licinius pedig, miután legyőzte Maxentiust Nicomediában, császári székhelyén kifüggesztette a rendeletet 313. június 13-án.
A rendelet hatására a bebörtönzött keresztények kiszabadultak, a száműzöttek visszatérhettek otthonaikba, az elkobzott javak eredeti tulajdonosukhoz visszakerültek.
Ezt megelőzően 311-ben Galerius császár Nicomediában a halálos ágyán már kiadott egy rendeletet, mely a keresztények számára jogokat biztosított. Így a mediolanumi rendelet már az ebben adott jogoknak a megerősítése és kibővítése.
320-ban Licinius visszavonta a vallásszabadságra tett kijelentéseket, amit 313-ban a milánói ediktumban deklaráltak, és újabb keresztényüldözésbe kezdett. Ez ürügyet adott Constantinus számára az újabb polgárháborúra, ami 324-ben ért tetőfokára. Constantinus seregét létszámban feltehetőleg felülmúlta Licinius serege, mégis Constantinus aratott győzelmet Hadrianopolisnál 324-ben, Hellészpontosznál és Chrysopolisnál is.

## Szövege
Mindkét türelmi rendelet latin szövegét Lactantius örökítette át De mortibus persecutorum című munkájában. Caesareai Eusebius Egyháztörténetében hozza ezeknek görög fordítását (VIII, 15 és X, 5).
Cum feliciter tam ego [quam] Constantinus Augustus quam etiam ego Licinius Augustus apud Mediolanum cinvenissemus atque universa quae ad commoda et securitatem publicam pertinerent, in tractatu haberemus, haec inter cetera quae videbamus pluribus hominibus profutura, vel in primis ordinanda esse credidimus, quibus divinitatis reverentia continebatur, ut daremus et Christianis et omnibus liberam potestatem sequendi religionem quam quisque voluisset, quod quicquid <est> divinitatis in sede caelesti. Nobis atque omnibus qui sub potestate nostra sunt constituti, placatum ac propitium possit existere.
Amikor én, Constantinus Augustus, és én, Licinius Augustus, kedvező előjelektől kísérve Mediolanumba érkeztünk és mindent fontolóra vettünk, ami a köz hasznára és javára szolgál, a többi dolog közt, melyekről úgy tűnt, hogy mindenkinek hasznára válnak, úgy döntöttünk, hogy mindenekelőtt és elsősorban olyan rendeleteket bocsátunk ki, amik biztosítják az istenség iránti tiszteletet és imádást, azaz hogy megadjuk a keresztényeknek és mindenkinek azt a szabad választást, hogy azt a vallást kövesse, amelyiket akarja, úgyhogy bármelyik istenség vagy mennyei hatalom jóakarattal lehessen irántunk és mindenki iránt, aki hatalmunk alatt él.

## Képek

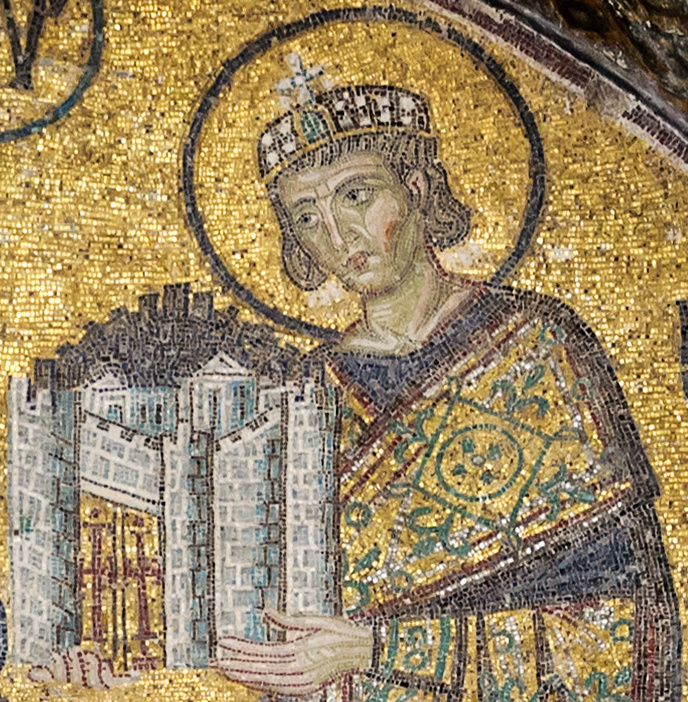
I. Constantinus római császár mozaik képen, Hagia Szophia, Isztambul,
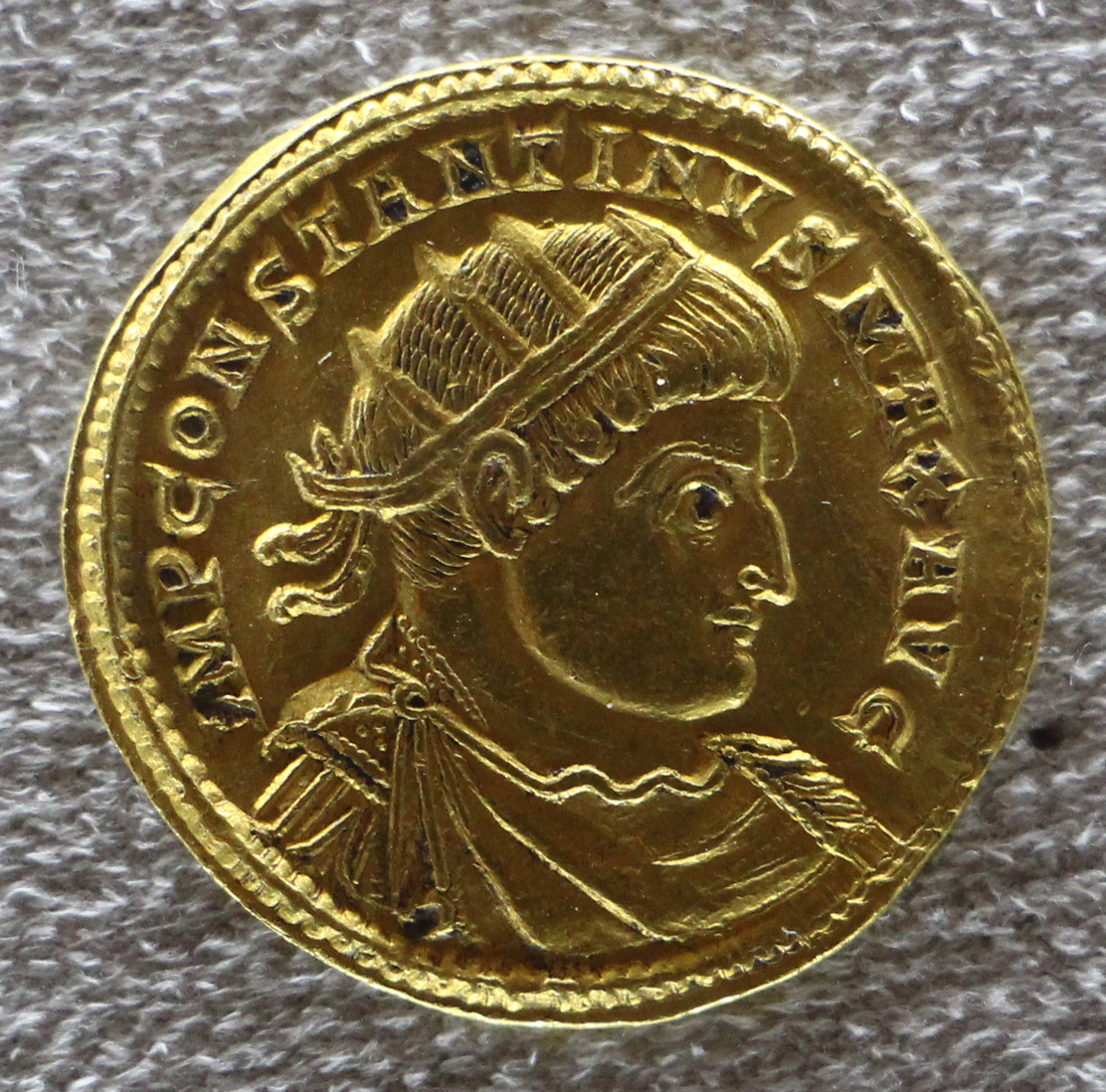
I. Constantinus római császár
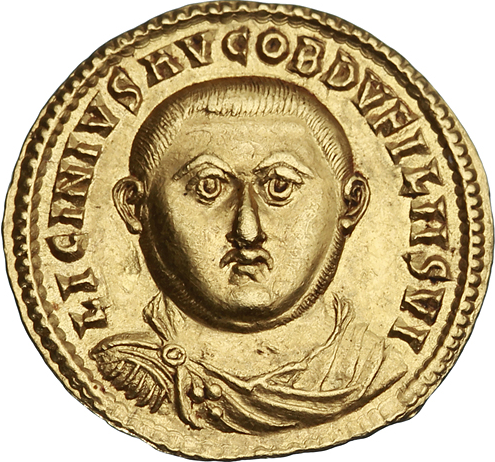
Licinius római császár
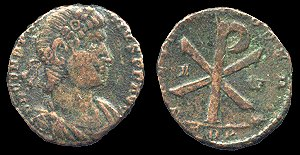
Constantinus pénze, rajta a Chi-Rho jellel (353), a Krisztus-monogrammal
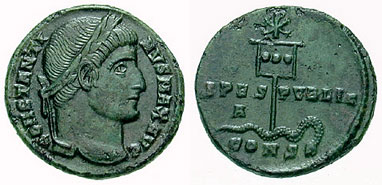
Constantinus pénze (337) rajta a krisztogrammal díszített hadizászló, a Labarum
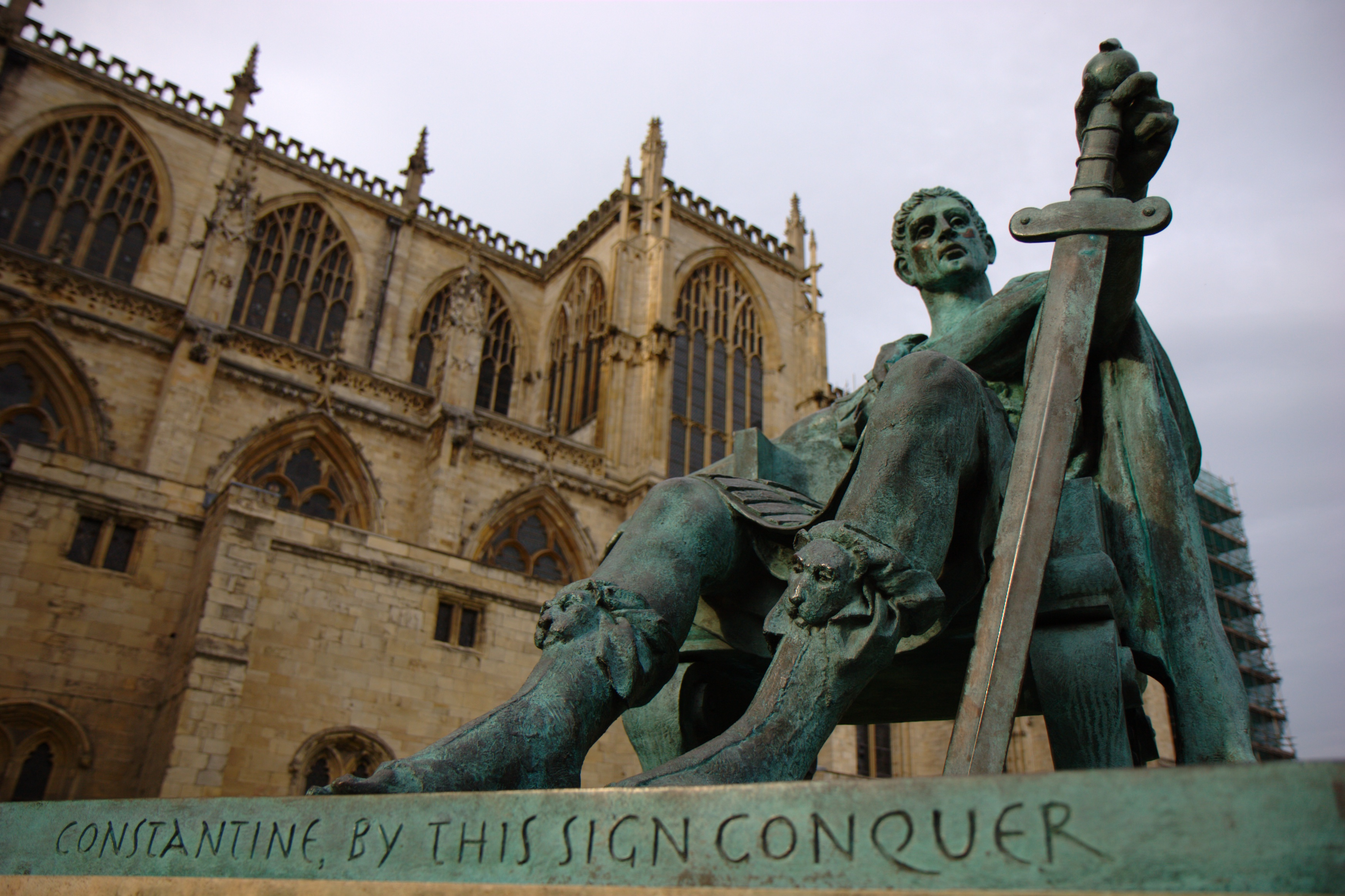
Nagy Konstantin emlékműve, York, Egyesült Királyság
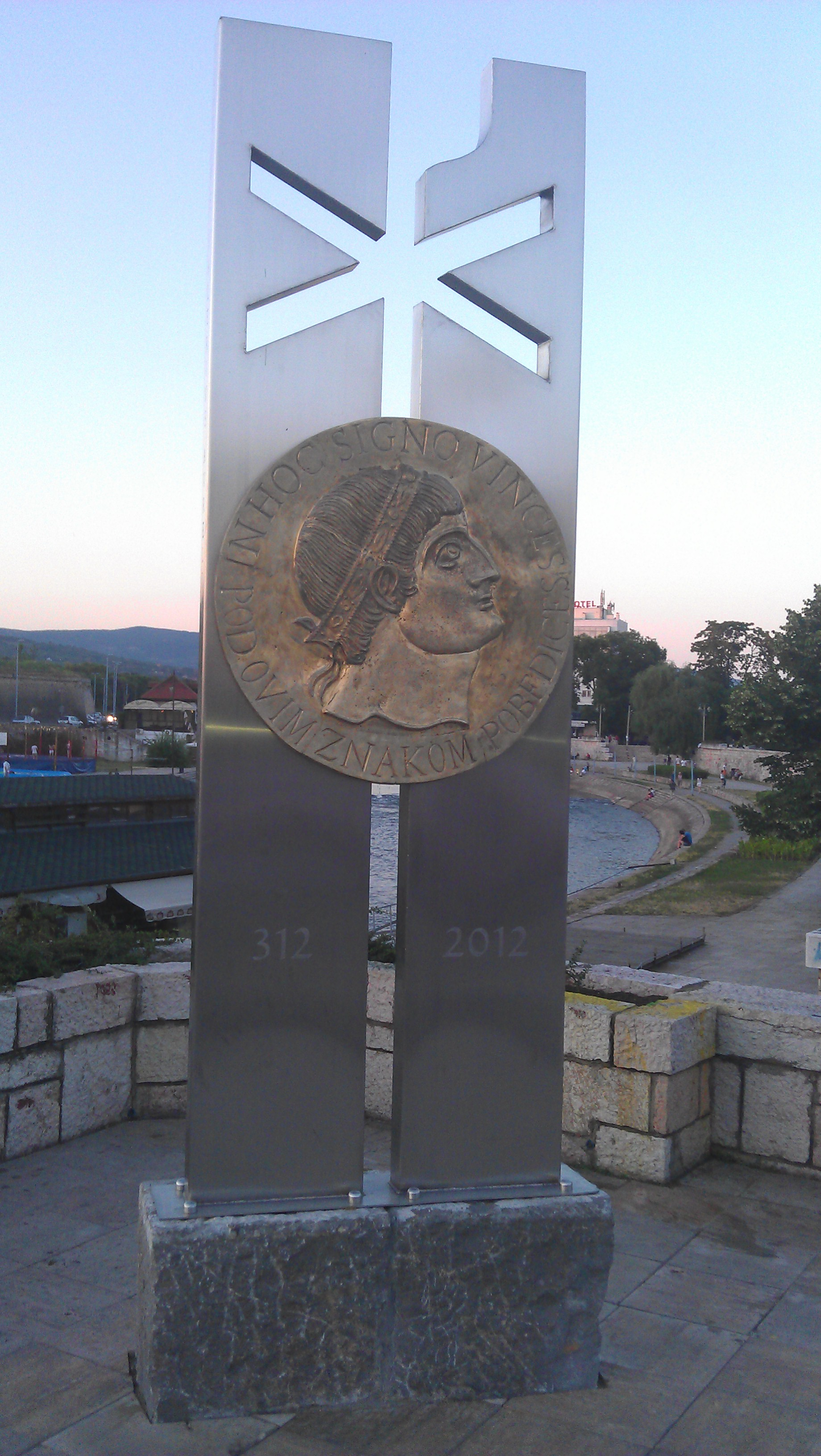
Nagy Konstantin emlékműve, Niš, Szerbia
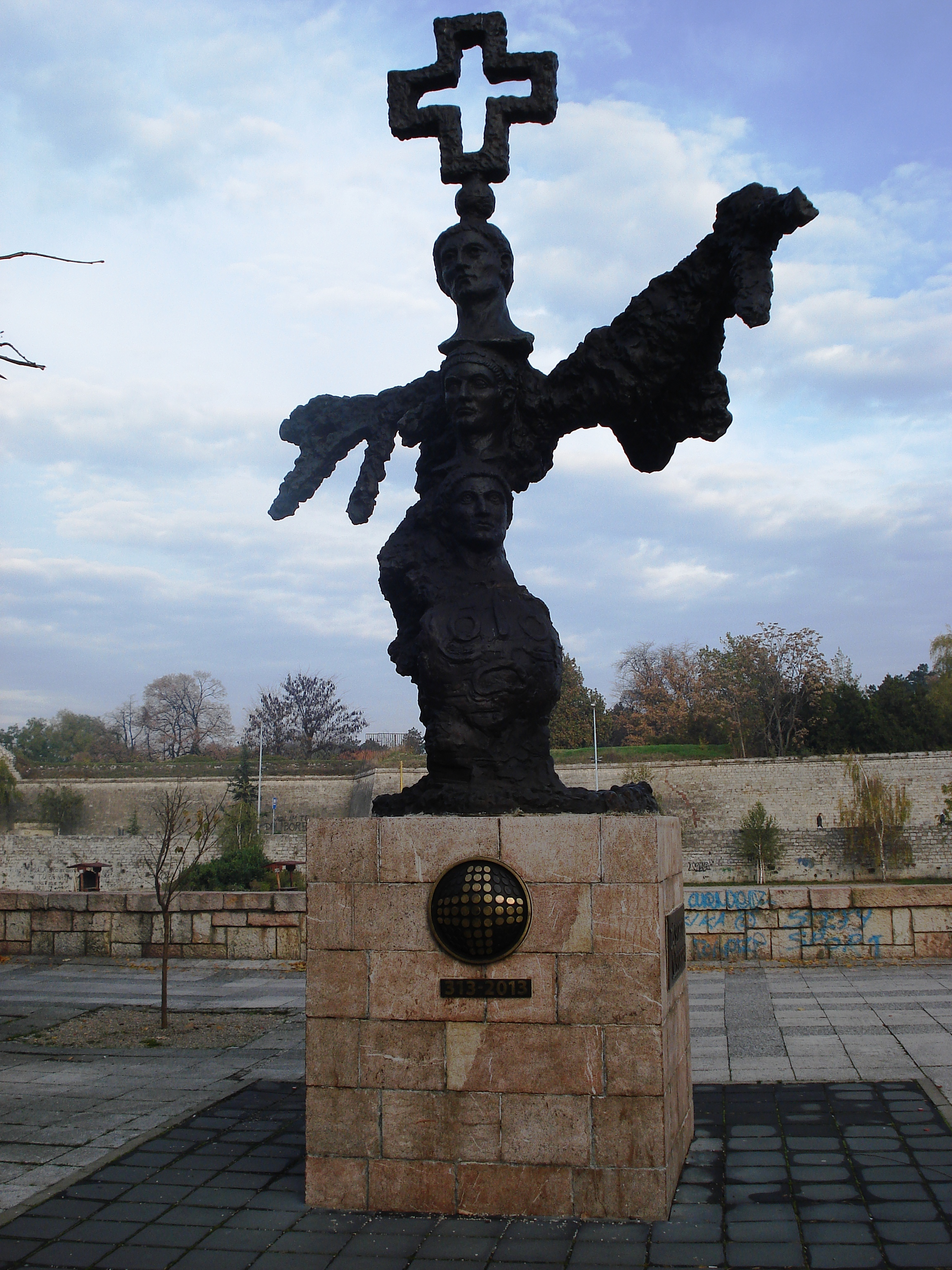
„Metamorphosis Constantiniana” emlékmű, Milánó, Olaszország
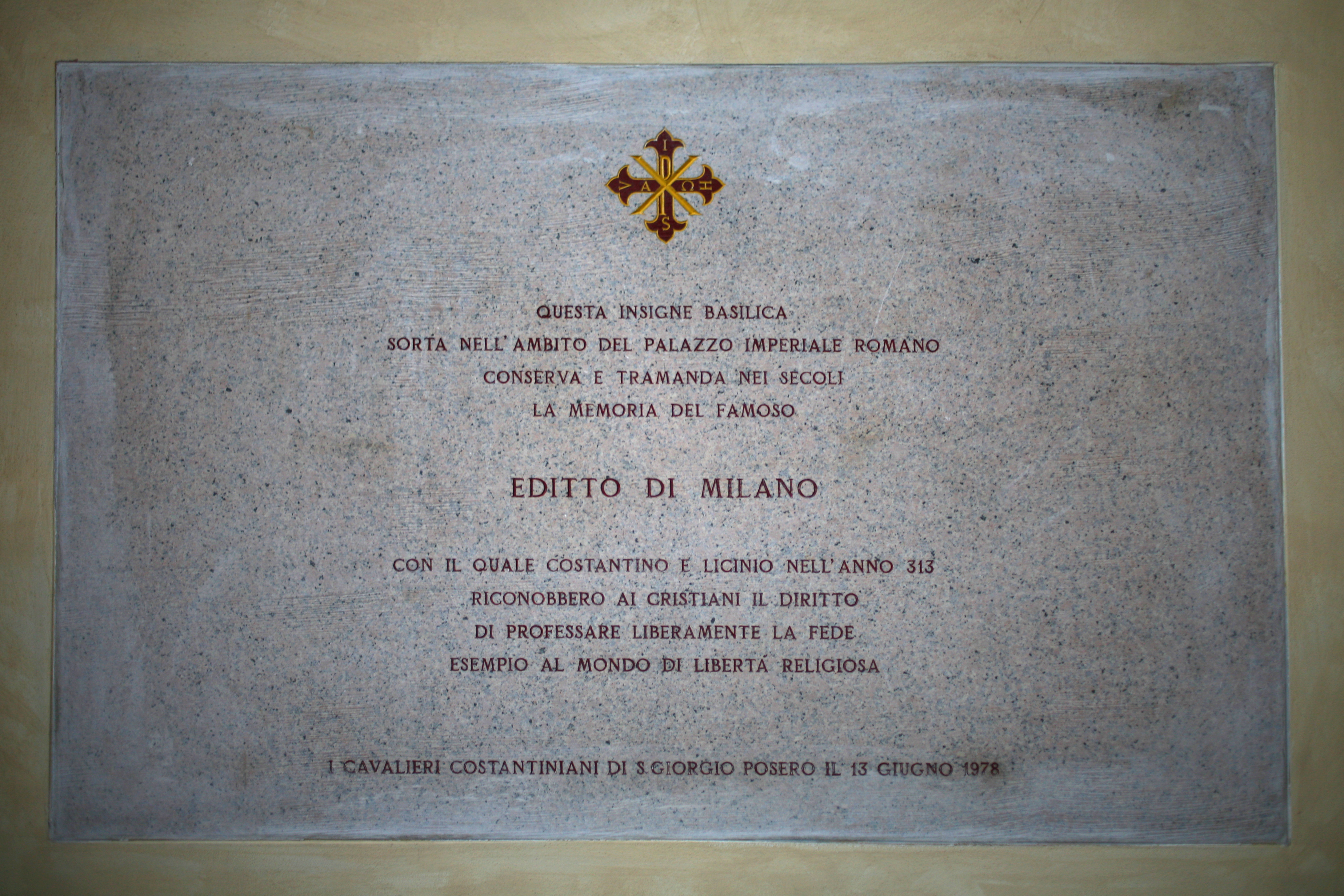
A Mediolanumi ediktum emléktáblája, San Giorgio al Palazzo, Milánó, Olaszország